# Yu-Gi-Oh!

Příklad uspořádání Yu-Gi-Oh! karty

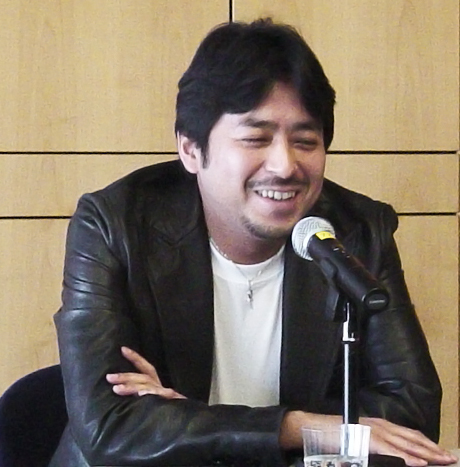
Kazuki Takahaši

Yu-Gi-Oh! je sběratelská karetní hra s tematikou japonských anime a manga, kterou vytvořil Kazuki Takahaši. Hra se v některých věcech[ujasnit] podobá karetní hře Magic: The Gathering a v dnešní době ji už počtem hráčů a prodaných karet překonala. Dokonce dne 7. července 2009 obdržela Guinnessův rekord. I v této karetní hře hráči používají monstra a kouzla na poražení soupeře. Předlohou je stejnojmenná manga.

## TCG a OCG
Yu-Gi-Oh! se dělí na OCG (Original Card Game) a TCG (Trading Card Game). Rozdíl mezi nimi je banlist, karty, jazyk (zatímco se OCG vydává v japonštině a jiných asijských jazycích, tak TCG vychází v evropských jazycích, jako např. angličtina, němčina, italština...) atd. Některé karty, které ale vyšly v TCG, nevyšly v OCG (a naopak). Proto se OCG karty se nesmí hrát na TCG turnajích, ale naopak to možné je. TCG se hraje převážně v Americe a v Evropě, OCG v Asii.

## Pravidla
Každý hráč začíná s 8000 nebo s 4000 životy podle pravidel GX, což jsou pravidla hry v Yu-Gi-Oh! GX anime seriálu. Cílem obou hráčů je snížit životy protivníka (protivníků je maximálně 5) na 0 pomocí různých karet, popřípadě docílit vítězství tím, že soupeř si nemůže líznout další kartu (tedy, že buď na začátku svého kola má v decku (balíčku) 0 karet, nebo že mu efekt některé karty řekne, aby si líznul kartu/y a on tímto způsobem se dostane na 0, co se týká počtu karet v decku, a přesto si ještě podle efektu karty má lízat dále), nebo pomocí efektů speciálních karet, které po splnění určité těžko splnitelné podmínky, určí okamžité vítězství (jako například shromáždit 5 různých karet v ruce, přestože se každá může v balíku hrát jen jednou). Kdo první toho docílí, vyhrává. Také existují týmové hry, ve kterých se hraje 2 na 2 až 4 na 4. Hráč se také musí řídit tím, co je na kartách napsáno. Různých karet je celkem přes 20 000, ale stále se vydávají nové.
Existují tři základní druhy karet - monstra, kouzelné karty a pasti. Monstra jsou jako pěšáci na bojišti. Lze s nimi provádět různé akce ale hlavně slouží ke snižování životů ničením monster protivníka. Použití kouzelných karet zase není tak přímé jako u monster a na bojišti se odehraje vždy to, co je na dané kartě napsáno. Pasti jsou podobné kouzlům, ale vytahují se při útoku soupeře. Nejznámější pastí je Mirror Force, která útok soupeře obrátí proti němu.
| Monstra          | Monstra       | Monstra     | Monstra       | Kouzla                    | Pasti      |
| Podle typu       | Podle typu    | Podle druhu | Podle skupiny | Kouzla                    | Pasti      |
| ---------------- | ------------- | ----------- | ------------- | ------------------------- | ---------- |
| Drak             | Hmyz          | Normal      | Voda          | Quick-play (rychlokouzla) | Normal     |
| Čaroděj          | Dinosaurus    | Tuner       | Oheň          | Continuous                | Counter    |
| Zombie           | Ryba          | Synchro     | Země          | Field                     | Continuous |
| Bojovník         | Ještěr        | Effect      | Vzduch        | Equip                     |            |
| Bojová příšera   | Mořský ještěr | Fusion      | Světlo        | Ritual                    |            |
| Příšera          | Stroj         | Ritual      | Temnota       |                           |            |
| Létající příšera | Bouře         | Token       |               |                           |            |
| Démon            | Vodní         | Xyz         |               |                           |            |
| Víla             | Rostlina      | Pendulum    |               |                           |            |
| Ohnivý           | Božský        |             |               |                           |            |
| Kámen            | Wyrm          |             |               |                           |            |

Hráč ve svém tahu může:
- Vyvolat jednu kartu monstra a to buď v útočné pozici jménem k protivníkovi, nebo obranné pozici jménem k vám po levé ruce (výjimkou je speciální přivolání).
- Použít efekty monster
- Speciálně vyvolávat jakýkoli počet monster. Typy speciálního vyvolání jsou:
  1. S karetním efektem
  2. Fúzní vyvolání - Původně s kartou Polymerization, ale již existuje i mnoho jiných karet na fúzní vyvolání.
  3. Rituální Vyvolání - Pomocí rituálního kouzla obětujete určitý počet monster, jejichž úroveň je stejná nebo větší než požadovaná úroveň. Následně vyvoláte monstrum jmenované na kartě rituálního kouzla.
  4. Pendulum vyvolání - Na své straně pole na "Pendulum" zónách máš dvě Pendulum příšeru a každé má jinou hodnotu "škále" a v rozmezí těchhle dvou hodnot vyvoláš speciálně tolik příšer kolik je možný ale musí mít level takový jaký je škále na pendulum příšerách. A když se "pendulum" příšera zničí tak místo do hrobu jde na EXTRA DECK lícem nahoru např.: Stargazer Magician je pendulum příšera se škály 1 a Timegazer Magician je pendulum příšera se škály 8 a tak můžeme vyvolat z ruky nebo z EXTRA DECKU příšery s levelom v rozmezí 2-7. Pendulum příšery se berou v pendulum zóně jako karty kouzel a tak se dají i zničit ale mohou být vyvolaní jak normální příšera.
  5. Synchro vyvolání - Na své straně pole obětujete 1 monstrum Tunera a libovolný počet ne-Tunerů na vyvolání Synchro monstra (bílá barva) o přesně stejné úrovni, jakou byla zkombinovaná úroveň všech obětovaných monster.
  6. Xyz vyvolání - Na své straně pole položíš na sebe 2 a více monstra a pak z EXTRA balíčku vybereš příšeru černé barvy(XYZ příšery nemají LEVEL ale RANK) a položíš na ty složení monstra. např.: Number 11: Big Eye Rank 7 vyvoláni: 2× LV 7 příšera
- Vyložit libovolný počet Kouzel nebo Pastí - Toto je povoleno v libovolném počtu, přesto ale karty Pastí musíte položit obrázkem dolů a čekat alespoň na začátek příštího soupeřova kola na její aktivací. Toto můžete dělat také s Kouzly, ale pokud se netýká o Quick-Play Kouzla, jediným důvodem k tomuto činu může být blafování.
- Útočit s monstry - Pokud váš soupeř nemá žádná monstra, můžete útočit přímo a útok útočícího monstra je takto přímo odečten od soupeřových životů. Pokud soupeř monstra má, můžete si vybrat, na které zaútočíte. Nebo mu změnit pozici (toto je zakázáno ve třech situacích:
  1. Pokud jste již toto kolo pozici měnili.
  2. že jste to určité monstrum to kolo vyvolali.
  3. že jste s tím určitým monstrem toto kolo útočili.
- Ukončit tah

Když je na tahu protivník, může hráč:
- Pokud je má vyložené na poli, tak aktivovat kartu Pasti nebo Karty rychlých kouzel.

### Banlist
Banlist je seznam přesílených (příliš silných) karet, které jsou proto omezeny, nebo dokonce zakázány (můžete hrát max. 3 stejné karty v jednom decku). Jsou 3 druhy omezení:
- Semi-Limited - S kartou lze hrát pouze dvakrát v jednom decku.
- Limited - S kartou lze hrát pouze jednou v jednom decku.
- Forbidden - Karta je zakázaná, nelze s ní hrát.

Karty se většinou dostávají na Banlist kvůli jejich častému používání (např. Cyber Dragon se hodí skoro do každého Decku).
Na rozdíl od formátu Advanced, který se hraje podle těchto omezení, existuje také formát Traditional. V tomto formátu je povoleno hrát jakékoli karty z listu Forbidden jednou v každém balíku. Tento formát ale není na turnajích častý, protože decky, které v tomto formátu mohou obstát, se poté omezují na výrazně menší počet oproti Advanced formátu.

## Manga a Anime
Karetní hra Yu-Gi-Oh! pochází původně z Mangy. Anime má již šest sérií:
- Yu-Gi-Oh!: Mladý chlapec Yugi Muto a jeho přátelé (Joey [Jounouchi], Téa [Anzu],  Tristan [Honda]) jsou hráči karetní hry Duel Monsters (Anime ekvivalent Yu-Gi-Oh). Nikdo by ale nikdy neřekl, že se z této hry vyvine něco, co jim navždy změní životy.
- Yu-Gi-Oh! GX: Hra Duel Monsters se stala slavnou a Yugi se stal idolem všech duelistů. Byly také vystaveny Akademie Duelů, které trénují nové duelisty. Na jednu z nich nastupuje mladý kluk Jaden Yuki, který je hlavním hrdinou této série. Již v první episodě si získá respekt, kdy při přijímací zkoušce porazí Asistenta ředitele.
- Yu-Gi-Oh! 5D's: Děj se odehrává v nedaleké budoucnosti, přináší nové Riding Duely a tzv. Synchro Monstra. Kdo ví, jestli je Yugi ještě naživu a jestli Judai ještě běhá po světě. Hlavním hrdinou je zde osmnáctiletý Yusei Fudo.
- Yu-Gi-Oh! Zexal: Příběh se odehrává v budoucnosti. Objevují se zde nová XYZ monstra. Hlavní hrdina je třináctiletý Yuma Tsukumo, který je od samého začátku naprostý loser. Díky přívěsku se, ale setkává s Astralem, který mu začne pomáhat. Yuma má v oblibě gagaga monstra.
- Yu-Gi-Oh! Arc V: Hlavním hrdinou je Yuya Sakaki, který se chce stát entertainment duelistou jako byl jeho otec. Duely jsou živější než kdy dřív díky zařízení Solid Vision.Y uya je vyzván současným šampionem. Během duelu začne Yuyův přívěsek zářit a to mu umožní vyvolat dosud neviyděná Pendulum monstra.
- Yu-Gi-Oh! Vrains: Duely se odehrávají ve virtuální realitě Link Vrains. Protagonistou je hacker Yusaku Fujiki známý hlavně jako Playmaker. Yusaku ztratil všechny své vzpomínky a snaží se je získat zpátky. Yusaku chce zastavit hackerskou teroristickou skupinu jménem Knights of Hanoi vedenou záhadným Revolverem.